# Vyaçeslav Sobolev
Vyaçeslav Vladïmïrovïç Sobolev (in kazako Вячеслав Владимирович Соболев?, in russo Вячеслав Владимирович Соболев?, Vjačeslav Vladimirovič Sobolev; 13 ottobre 1984) è un calciatore kazako, difensore del Kaspïý.